# Houda Ben Daya
Houda Ben Daya (arabe : هدى بن داية), née le 21 juillet 1979 à Tunis, est une judokate tunisienne engagée dans la catégorie poids mi-lourds. Elle remporte un total de cinq médailles, dont trois d'or lors des championnats d'Afrique 2001, 2002 et 2004 et une de bronze lors des Jeux méditerranéens 2001 organisé à Tunis, sa ville natale.
Elle représente également son pays aux Jeux olympiques de 2004,. Elle perd cependant son match d'ouverture face au Brésilien Edinanci Silva qui remporte la partie par ippon et la maîtrise sur le tatami avec un Uchi-Mata après trois minutes et 18 secondes,.